# سوزان ماير (روائية)
سوزان ماير (بالإنجليزية: Susan Meier)‏ (22 أبريل 1956 في الولايات المتحدة)؛ روائية أمريكية.